# 纳沃 (阿列省)
纳沃（法語：Naves，法語發音：[nav]）是法国阿列省的一个市镇，位于该省南部，属于维希区。

## 地理
纳沃（46°10'30"N, 3°6'33"E）面积8.13 平方千米，位于法国奥弗涅-罗讷-阿尔卑斯大区阿列省，该省份为法国中部省份，北起涅夫勒省、西北接谢尔省，西南至克勒兹省，南至多姆山省，东南临卢瓦尔省，东临索恩-卢瓦尔省。
与纳沃接壤的市镇（或旧市镇、城区）包括：贝勒纳沃、沙鲁、圣博内德罗什福尔、塔克萨瑟纳、瓦利尼亚、维克。

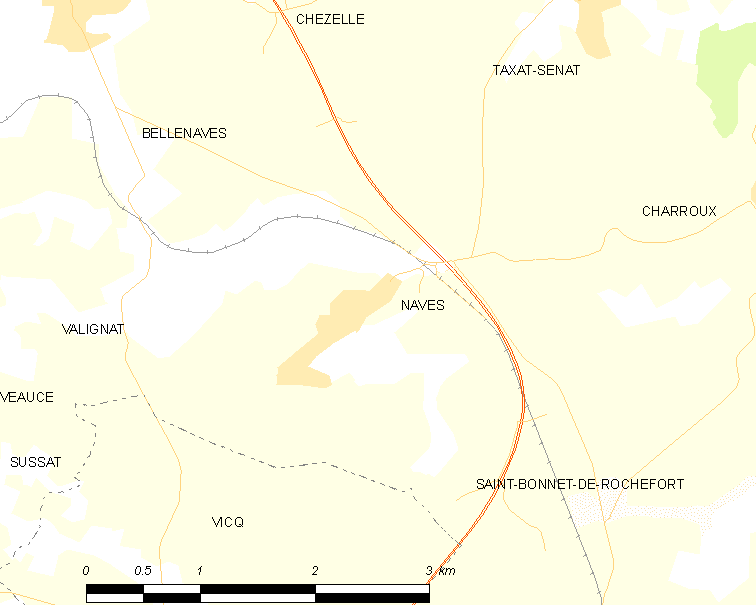
的OSM定位图

纳沃的时区为UTC+01:00、UTC+02:00（夏令时）。

## 行政
纳沃的邮政编码为03330，INSEE市镇编码为03194。

## 政治
纳沃所属的省级选区为加纳县。

## 人口

1962-2008年间人口变化图示

纳沃于2022年1月1日时的人口数量为137人。